# 미시간 공과대학교
미시간 공과 대학교(Michigan Technological University, MTU)는 1885년 미시간 마이닝 스쿨(Michigan Mining School)이라는 교명으로 미시간주에 설립된 공립 연구형 대학이다.
5개의 칼리지와 학교로 구성된다: the College of Engineering, the College of Computing, the College of Sciences and Arts, the College of Business, and the College of Forest Resources and Environmental Science. 이들은 약 7,000명의 학부생들에게 140개 이상의 학위 프로그램을 제공한다. 캠퍼스 규모는 374헥타르에 달한다. 건물 수는 36개이며 그 중 첫 번째 건물은 1908년에 지어졌다.

## 같이 보기
- 미시간주의 대학 목록